# Spilichneumon anurus
Spilichneumon anurus är en stekelart som först beskrevs av Thomson 1888.  Spilichneumon anurus ingår i släktet Spilichneumon och familjen brokparasitsteklar. Arten är reproducerande i Sverige. Inga underarter finns listade i Catalogue of Life.